# ميكانيكا سماوية

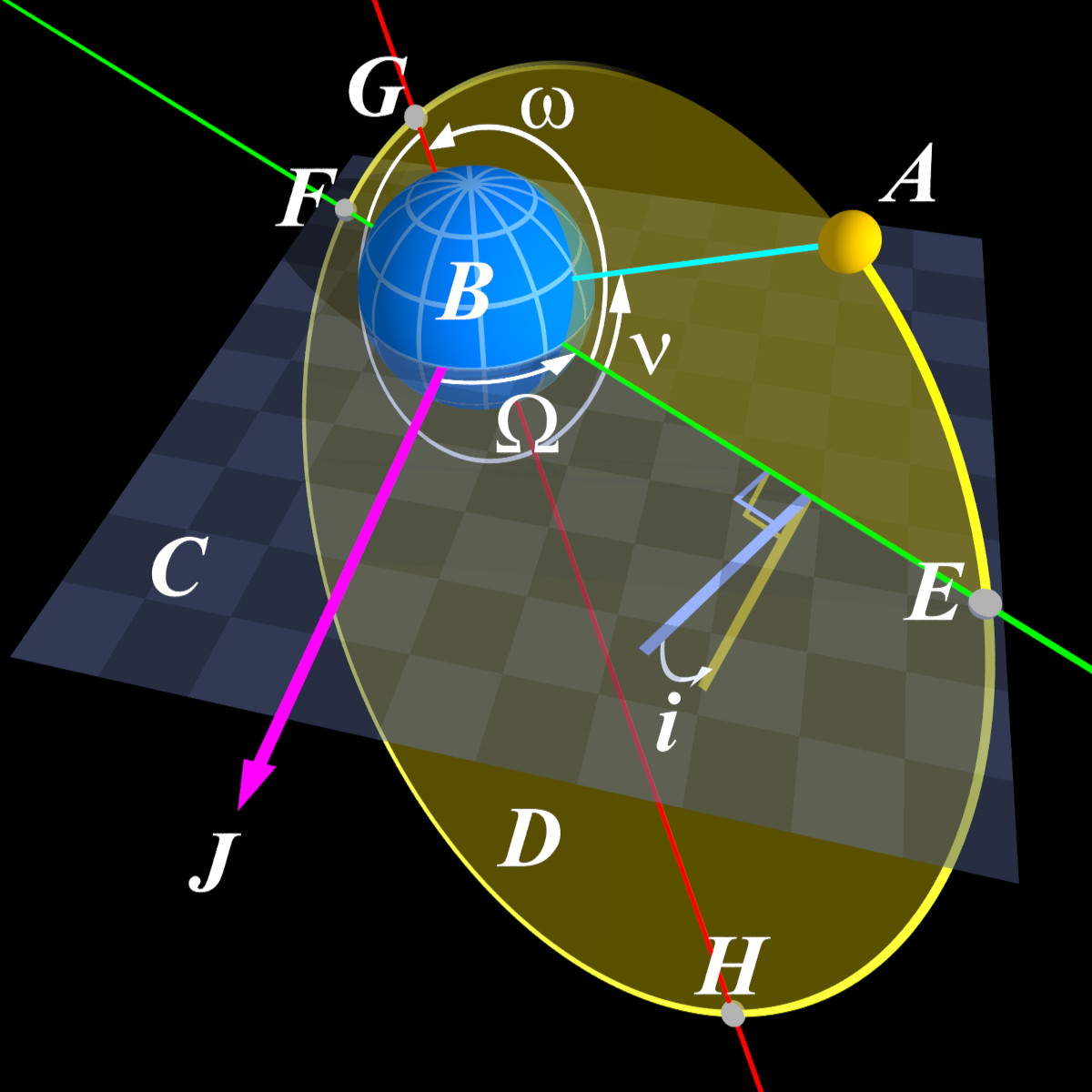

ميكانيكا سماوية هو فرع من فروع علم الفلك الذي بدوره يهتم بدراسة حركة الأجرام السماوية. يقوم هذا المجال بتطبيق مبادئ الفيزياء الكلاسيكية لتفسير الظواهر المحدثة على مستوى الكون والأجرام السماوية مثل النجوم والكواكب وللحصول على بيانات إمفيرميرية (يومية). تعد الميكانيكا المدارية أحد فروع الميكانيكا الكلاسيكية التي تركز على مدارات الأقمار الصناعية. النظرية القمرية هي فرع آخر يهتم بدراسة مدار القمر.

## تاريخ الميكانيكا السماوية الكلاسيكية
الميكانيكا السماوية التحليلية الحديثة بدأت قبل أكثر من 300 سنة عندما كتب إسحاق نيوتن كتاباً وصف وفسّر فيه قوانينه الجذبوية والتي كان مغزاها تفسير الظواهر الكونية وتجلياتها وذلك في عام 1687 أي عند نهاية القرن السابع عشر.
اسم «الميكانيكا السماوية» هو في ذات الأمر يعد الميكانيكا الكلاسيكية النيوتنية المعتبرة مواضيعها ماسة للمجال الفضائي الكوني أو ماسة للمجال الظواهري المحدث على مستوى المجرات وبين الكواكب والماديات الباريونية بشكل عام وقد كان يرى نيوتن أنه يجب تسمية هذا المجال بـ«الميكانيكا المنطقية» نظرا لدقة تمنطقها النسبي.
وبعد مرور أكثر من قرن على كتاب نيوتن، ابتكر بيير لابلاس مصطلح «الميكانيكا السماوية» ومع أن المُصطلح قد وُلد حينها فقط، كانت هناك دراسات سابقة حول مشكلة مواقع الكواكب وحركتها النسجة وتعود إلى 3,000 سنة أو أكثر ومنذ أيام الفلكيين البابليين الذي حاولوا تفسير بضعا من الأجزاء الظواهرية المحدثة على مستوى الأكوان.
قام الكتاب الإغريق الكلاسيكيون بمراقبة حركة الأجرام السماوية، وقاموا بتقديم العديد من الآليات الهندسية لحركتها. وقد كانت الأرض هي مركز الكون حسب نماذجهم أو حسب نموذج ديموقريطس المفترض بأن الأرض هي مركز الكون الذي كان يعد لهم في حجرات أنفس عقولهم مجرة واحدة وهي المجرة التي هم عليها من قبل وقدم ونحن على متنها آنيا ماضويا بينما تدور حولها جميع الأجرام الأخرى في حركات دائرية منتظمة.
وكان أحد الفلكيين الإغريق قد وضع نظرية حول أن الأرض والكواكب هي التي تدور حول الشمس وليست هذه الأخيرة هي فاعل ذات الأمر وكان على مسماه أرسطرخس الساموسي، وقد حاول قياس بعد الأرض عن الشمس للتأكد من النظى ية المتوصل إليها والمؤيّد المعروف الوحيد لأرسطرخس هو الفلكي البابلي «سيليوقس السلوقي».